# MF Stena Germanica (2001)
MF Stena Germanica – duży prom pasażersko-samochodowy szwedzkiego armatora Stena Line, pływający pomiędzy Göteborgiem a Kilonią. Statek został zwodowany w 2001 roku jako MF Stena Hollandica i do 2010 obsługiwał trasę z Harwich do Hoek van Holland.
Jest pierwszym statkiem na świecie napędzanym metanolem.

## Historia
Stena Germanica została zwodowana w stoczni Astilleros Españoles w Puerto Real w Hiszpanii. Regularne rejsy między  Harwich i Hoek van Holland rozpoczęła 9 marca 2001 pod banderą holenderską jako Stena Hollandica.
W marcu 2007 prom został wydłużony w stoczni Lloyd Werft w Bremerhaven. Kadłub został rozcięty, wstawiono sekcję o długości 52 m. Było to największe wydłużenie jednostki klasy RoPax.
W maju 2010 Stena Hollandica została na dotychczasowej trasie zastąpiona przez pierwszy z dwu superpromów o wyporności 62 000 BRT, przeszła gruntowny remont w gdańskiej stoczni „Remontowa”, po czym powróciła na morze w sierpniu 2010 na trasę Göteborg-Kilonia jako Stena Germanica III. Miesiąc później otrzymała imię Stena Germanica.
Na początku 2015 Stena Germanica przeszła znaczącą modernizację, w ramach której m.in. we współpracy z przedsiębiorstwami Wärtsilä i Methanex przystosowano jeden z czterech jej silników do napędzania metanolem, a pozostałe trzy zostały wyposażone w instalacje, umożliwiające szybkie ich dostosowanie do nowego, nie zawierającego siarki, paliwa. Tym samym statek jest pierwszym na świecie dużym statkiem napędzanym metanolem. Silniki „Stena Germanica” są zasilane metanolem jako paliwem głównym oraz MGO (Marine Gas Oil) – wykorzystywanym pomocniczo. Projekt kosztował ok. 22 mln euro i był dofinansowany z programu UE „Motorways of the Seas”.
Metanol jest paliwem ekologicznym, należy do odnawialnych źródeł energii: produkowany może być z gazu naturalnego, węgla, biomasy lub nawet z dwutlenku węgla. Użycie metanolu jako paliwa redukuje emisję tlenków siarki (SOx) o ok. 99%, tlenków azotu (NOx) o ok. 60%, a dwutlenku węgla (CO2) o 25% w porównaniu do tradycyjnego paliwa okrętowego.
Armator po testach na promie „Stena Germanica” planuje zainstalować system na kolejnych 24 jednostkach.

## Jednostki bliźniacze
Stena Germanica jest ostatnim z 4 statków klasy Seapacer zbudowanych w stoczni Astilleros Españoles dla Stena Line. Pierwsze dwa,  MF Finnclipper i MF Finneagle zwodowano w 1998 i wyczarterowano fińskiemu przedsiębiorstwu promowemu Finnlines. Dwa kolejne statki, Stena Britannica i Stena Hollandica zbudowano w 2000 i eksploatowano na liniach Stena Line.
Zmiany nazw promów armatora Stena Line (po gruntownej przebudowie wybierane na drodze konkursów) nawiązują do akwenów, na których pływają. Na przykład  między portami skandynawskimi krążą promy o nazwach Stena Danica, Stena Nordica czy Stena Saga; porty brytyjskie i holenderskie obsługują Stena Britannica i Stena Hollandica, zaś skandynawskie i niemieckie Stena Scandinavica i Stena Germanica. Dla połączeń z Gdynią wybrano nazwy „zjawiskowe”: Stena Vision i Stena Spirit.